# A Ferencvárosi TC 1949–1950-es szezonja
A Ferencvárosi TC 1949–1950-es szezonja szócikk a Ferencvárosi TC első számú férfi labdarúgócsapatának egy szezonjáról szól, mely összességében és sorozatban a 47. idénye volt a csapatnak a magyar első osztályban. A klub fennállásának ekkor volt az 51. évfordulója. 1950. február 15-től  ÉDOSZ SE néven szerepeltek.

## Mérkőzések
| Színmagyarázat | Színmagyarázat |
| -------------- | -------------- |
|                | Győzelem.      |
|                | Döntetlen.     |
|                | Vereség.       |

### NB 1 1949–50

#### Őszi fordulók
| 1. forduló 1949. szeptember 4. |

| Bp. Teherfuvar | 1 – 3               | Ferencváros                    |
| -------------- | ------------------- | ------------------------------ |
| Bártfai 36'    | (1 – 0) Jegyzőkönyv | Kocsis 58' Deák 81' Czibor 83' |

| Sport utcai stadion, Budapest Nézőszám: 15 000 Játékvezető: Kádár Béla (magyar) |

| 2. forduló 1949. szeptember 8. |

| Ferencváros  | 2 – 0               | Bp. Előre |
| ------------ | ------------------- | --------- |
| Deák 39' 50' | (1 – 0) Jegyzőkönyv |           |

| Üllői út, Budapest Nézőszám: 18 000 Játékvezető: Balla Károly (magyar) |

| 3. forduló 1949. szeptember 11. |

| Budapesti Honvéd       | 2 – 0               | Ferencváros |
| ---------------------- | ------------------- | ----------- |
| Budai I 41' Puskás 70' | (1 – 0) Jegyzőkönyv |             |

| Budapest Nézőszám: 20 000 Játékvezető: Dankó György (magyar) |

| 4. forduló 1949. szeptember 18. |

| Bp. Dózsa | 1 – 4               | Ferencváros                                  |
| --------- | ------------------- | -------------------------------------------- |
| Tóth 52'  | (0 – 1) Jegyzőkönyv | Kocsis 6' 89' Laborcz 63' (öngól) Czibor 80' |

| Megyeri út, Újpest Nézőszám: 40 000 Játékvezető: Palásti Ferenc (magyar) |

| 5. forduló 1949. szeptember 25. |

| Ferencváros | 1 – 3               | MTK                               |
| ----------- | ------------------- | --------------------------------- |
| Deák 57'    | (0 – 1) Jegyzőkönyv | Kovács 41' Lantos 66' Bencsik 80' |

| Üllői út, Budapest Nézőszám: 37 000 Játékvezető: Kádár Béla (magyar) |

| 6. forduló 1949. október 2. |

| Ferencváros | 1 – 0               | Csepeli Munkás |
| ----------- | ------------------- | -------------- |
| Kocsis 79'  | (0 – 0) Jegyzőkönyv |                |

| Üllői út, Budapest Nézőszám: 28 000 Játékvezető: Szigeti György (magyar) |

| 7. forduló 1949. október 9. |

| Vasas     | 1 – 2               | Ferencváros |
| --------- | ------------------- | ----------- |
| Szabó 82' | (0 – 1) Jegyzőkönyv | Deák 6' 73' |

| Budapest Nézőszám: 20 000 Játékvezető: Dorogi Andor (magyar) |

| 8. forduló 1949. október 23. |

| Ferencváros                          | 4 – 0               | Soroksár ESE |
| ------------------------------------ | ------------------- | ------------ |
| Deák 37' 78' Czibor 79' Mészáros 89' | (1 – 0) Jegyzőkönyv |              |

| Üllői út, Budapest Nézőszám: 22 000 Játékvezető: Gács Jenő (magyar) |

| 9. forduló 1949. november 6. |

| Salgótarjáni BTC            | 2 – 2               | Ferencváros             |
| --------------------------- | ------------------- | ----------------------- |
| Csuberda 11' 87′ Vincze 29' | (2 – 2) Jegyzőkönyv | Mészáros 23' Czibor 39' |

| Salgótarján Nézőszám: 6 000 Játékvezető: Tassy Béla (magyar) |

| 10. forduló 1949. november 13. |

| Ferencváros                | 4 – 1               | Nagykanizsai Olajmunkás |
| -------------------------- | ------------------- | ----------------------- |
| Deák 2' 30' Kocsis 20' 83' | (3 – 0) Jegyzőkönyv | Szabó 57' (öngól)       |

| Üllői út, Budapest Nézőszám: 10 000 Játékvezető: Kristóf Tibor (magyar) |

| 11. forduló 1949. november 17. |

| Győr                          | 3 – 1               | Ferencváros           |
| ----------------------------- | ------------------- | --------------------- |
| Dombos 6' Pális 40' Gőcze 75' | (2 – 0) Jegyzőkönyv | Budai II 90' Deák 41′ |

| Győr Nézőszám: 15 000 Játékvezető: Szigeti György (magyar) |

| 12. forduló 1949. december 4. |

| Ferencváros                                 | 3 – 1               | Postás SE              |
| ------------------------------------------- | ------------------- | ---------------------- |
| Budai 8' 60′ Kocsis 32' Ulicska 75' (öngól) | (2 – 0) Jegyzőkönyv | Virágh 46' Kapcsos 60′ |

| Üllői út, Budapest Nézőszám: 6 000 Játékvezető: Székely Ferenc (magyar) |

| 13. forduló 1949. december 11. |

| Debreceni Lokomotív | 1 – 1               | Ferencváros |
| ------------------- | ------------------- | ----------- |
| Komlóssy 54'        | (0 – 0) Jegyzőkönyv | Guba 58'    |

| Debrecen Nézőszám: 7 000 Játékvezető: Bokor István (magyar) |

| 14. forduló 1949. december 31. |

| Szombathelyi VSE   | 2 – 7               | Ferencváros                         |
| ------------------ | ------------------- | ----------------------------------- |
| Varga 28' Papp 90' | (1 – 5) Jegyzőkönyv | Kocsis 21' 52' 75' Deák 37' 42' 45' |

| Rohonci úti stadion, Szombathely Nézőszám: 4 000 Játékvezető: Dorogi Andor (magyar) |

- Elhalasztott mérkőzés.

| 15. forduló 1949. december 25. |

| Ferencváros | 1 – 2               | Dorogi Tárna            |
| ----------- | ------------------- | ----------------------- |
| Horváth 4'  | (1 – 0) Jegyzőkönyv | Molnár 49' Aspirány 60' |

| Üllői út, Budapest Nézőszám: 18 000 Játékvezető: Kecskeméti Béla (magyar) |

#### Tavaszi fordulók
| 16. forduló 1950. február 26. |

| Soroksár ESE | 0 – 5               | ÉDOSZ SE                                       |
| ------------ | ------------------- | ---------------------------------------------- |
|              | (0 – 4) Jegyzőkönyv | Kocsis 12' 21' Budai 19' Deák 32' Mészáros 86' |

| Budapest Nézőszám: 9 000 Játékvezető: Kristóf Tibor (magyar) |

| 17. forduló 1950. március 5. |

| ÉDOSZ SE     | 2 – 1               | Salgótarjáni BTC |
| ------------ | ------------------- | ---------------- |
| Deák 67' 74' | (0 – 0) Jegyzőkönyv | Zsédely 56'      |

| Üllői út, Budapest Nézőszám: 20 000 Játékvezető: Pósa János (magyar) |

| 18. forduló 1950. március 12. |

| Nagykanizsai Olajmunkás | 2 – 2               | ÉDOSZ SE            |
| ----------------------- | ------------------- | ------------------- |
| Károlyi 7' 75'          | (1 – 1) Jegyzőkönyv | Kocsis 20' Deák 59' |

| Nagykanizsa Nézőszám: 12 000 Játékvezető: Major László (magyar) |

| 19. forduló 1950. március 15. |

| ÉDOSZ SE     | 1 – 0               | Győr |
| ------------ | ------------------- | ---- |
| Mészáros 53' | (0 – 0) Jegyzőkönyv |      |

| Megyeri út, Budapest Nézőszám: 30 000 Játékvezető: Bokor István (magyar) |

| 20. forduló 1950. március 19. |

| ÉDOSZ SE                 | 3 – 0               | Postás SE |
| ------------------------ | ------------------- | --------- |
| Budai 30' 65' Kocsis 74' | (1 – 0) Jegyzőkönyv |           |

| Üllői út, Budapest Nézőszám: 10 000 Játékvezető: Barna Béla (magyar) |

| 21. forduló 1950. március 25. |

| ÉDOSZ SE                                                   | 7 – 1               | Debreceni Lokomotív |
| ---------------------------------------------------------- | ------------------- | ------------------- |
| Kocsis 13' 20' 57' 65' Horváth 73' Mészáros 81' Czibor 82' | (2 – 1) Jegyzőkönyv | Komlóssy 6'         |

| Üllői út, Budapest Nézőszám: 15 000 Játékvezető: Hajdu János (magyar) |

| 22. forduló 1950. április 2. |

| ÉDOSZ SE                       | 3 – 1               | Bp. Teherfuvar |
| ------------------------------ | ------------------- | -------------- |
| Kocsis 6' Czibor 48' Budai 74' | (1 – 1) Jegyzőkönyv | Szuh 2'        |

| Üllői út, Budapest Nézőszám: 30 000 Játékvezető: Sipos Szilárd (magyar) |

| 23. forduló 1950. április 5. |

| ÉDOSZ SE                           | 3 – 2               | Szombathelyi VSE    |
| ---------------------------------- | ------------------- | ------------------- |
| Mészáros 30' Horváth 57' Budai 59' | (1 – 0) Jegyzőkönyv | Kovács 69' Hiba 73' |

| Üllői út, Budapest Nézőszám: 10 000 Játékvezető: Dorogi Andor (magyar) |

| 24. forduló 1950. április 16. |

| Dorogi Tárna | 1 – 2               | ÉDOSZ SE                |
| ------------ | ------------------- | ----------------------- |
| Aspirány 37' | (1 – 0) Jegyzőkönyv | Kocsis 51' Kispéter 85' |

| Bányász stadion, Dorog Nézőszám: 10 000 Játékvezető: Major László (magyar) |

| 25. forduló 1950. április 23. |

| ÉDOSZ SE                              | 5 – 1               | Vasas        |
| ------------------------------------- | ------------------- | ------------ |
| Czibor 5' 16' Kocsis 49' 82' Deák 85' | (2 – 0) Jegyzőkönyv | Szilágyi 47' |

| Üllői út, Budapest Nézőszám: 28 000 Játékvezető: Dorogi Andor (magyar) |

| 26. forduló 1950. május 7. |

| Csepeli Vasas | 1 – 5               | ÉDOSZ SE                                        |
| ------------- | ------------------- | ----------------------------------------------- |
| Fenyvesi 53'  | (0 – 2) Jegyzőkönyv | Kocsis 23' 43' 80' Rákosi 71' (öngól) Budai 83' |

| Béke téri stadion, Budapest Nézőszám: 22 000 Játékvezető: Palásti Ferenc (magyar) |

| 27. forduló 1950. május 21. |

| ÉDOSZ SE                                          | 8 – 1               | Bp. Dózsa                |
| ------------------------------------------------- | ------------------- | ------------------------ |
| Czibor 5' 20' 89' Deák 35' 73' Kocsis 55' 71' 83' | (3 – 1) Jegyzőkönyv | Szusza 2' Nagymarosi 78′ |

| Üllői út, Budapest Nézőszám: 28 000 Játékvezető: Kamarás Árpád (magyar) |

| 28. forduló 1950. május 28. |

| Bp. Textiles                                           | 6 – 1               | ÉDOSZ SE |
| ------------------------------------------------------ | ------------------- | -------- |
| Kovács 7' Hidegkuti 14' 47' Hegedűs 29' Sándor 53' 88' | (3 – 1) Jegyzőkönyv | Budai 5' |

| Megyeri út, Budapest Nézőszám: 30 000 Játékvezető: Bánkuti Andor (magyar) |

| 29. forduló 1950. június 11. |

| ÉDOSZ SE | 0 – 0               | Budapesti Honvéd |
| -------- | ------------------- | ---------------- |
|          | (0 – 0) Jegyzőkönyv |                  |

| Üllői út, Budapest Nézőszám: 32 000 Játékvezető: Dorogi Andor (magyar) |

| 30. forduló 1950. június 18. |

| Bp. Előre         | 1 – 3               | ÉDOSZ SE                 |
| ----------------- | ------------------- | ------------------------ |
| Szabó 51' (öngól) | (0 – 2) Jegyzőkönyv | Kocsis 41' 85' Budai 43' |

| Sport utcai stadion, Budapest Nézőszám: 9 000 Játékvezető: Kallós Sándor (magyar) |

#### Végeredmény
| #  | Csapat                  | J  | Gy | D  | V  | Rg | Kg  | Gk  | P  | Megjegyzés             |
| -- | ----------------------- | -- | -- | -- | -- | -- | --- | --- | -- | ---------------------- |
| 1  | Bp. Honvéd SE           | 30 | 23 | 4  | 3  | 84 | 29  | +55 | 50 | Bajnok                 |
| 2  | ÉDOSZ SE                | 30 | 21 | 4  | 5  | 86 | 38  | +48 | 46 |                        |
| 3  | Bp. Textiles            | 30 | 18 | 8  | 4  | 81 | 33  | +48 | 44 |                        |
| 4  | Csepeli Munkás TE       | 30 | 15 | 8  | 7  | 66 | 45  | +21 | 38 |                        |
| 5  | Bp. Dózsa               | 30 | 14 | 9  | 7  | 71 | 52  | +19 | 37 |                        |
| 6  | Bp. Vasas SC            | 30 | 15 | 5  | 10 | 67 | 44  | +23 | 35 |                        |
| 7  | Győr                    | 30 | 13 | 7  | 10 | 63 | 45  | +18 | 33 |                        |
| 8  | Bp. Teherfuvar          | 30 | 10 | 11 | 9  | 59 | 51  | +8  | 31 | beolvadt a Bp. Előrébe |
| 9  | Dorogi Tárna            | 30 | 11 | 6  | 13 | 60 | 58  | +2  | 28 |                        |
| 10 | Salgótarjáni BTC        | 30 | 10 | 8  | 12 | 51 | 56  | -5  | 28 |                        |
| 11 | Postás SE               | 30 | 9  | 10 | 11 | 45 | 59  | -14 | 28 |                        |
| 12 | Szombathelyi VSE        | 30 | 10 | 4  | 16 | 52 | 67  | -15 | 24 |                        |
| 13 | Bp. Előre SC            | 30 | 6  | 5  | 19 | 51 | 93  | -42 | 17 |                        |
| 14 | Nagykanizsai Olajmunkás | 30 | 3  | 9  | 18 | 35 | 85  | -50 | 15 | Kiestek az NB II-be    |
| 15 | Soroksár ESE            | 30 | 4  | 5  | 21 | 32 | 84  | -52 | 13 | Kiestek az NB II-be    |
| 16 | Debreceni Lokomotív     | 30 | 4  | 5  | 21 | 39 | 103 | -64 | 13 | Kiestek az NB II-be    |

#### Eredmények összesítése
Az alábbi táblázatban összesítve szerepelnek a Ferencvárosi TC 1949/50-es bajnokságban elért eredményei.
| Ősz/tavasz (forduló)    | Otthon | Otthon | Otthon | Otthon | Otthon | Otthon | Otthon | Idegenben | Idegenben | Idegenben | Idegenben | Idegenben | Idegenben | Idegenben |
| Ősz/tavasz (forduló)    | M      | GY     | D      | V      | LG–KG  | GK     | P      | M         | GY        | D         | V         | LG–KG     | GK        | P         |
| ----------------------- | ------ | ------ | ------ | ------ | ------ | ------ | ------ | --------- | --------- | --------- | --------- | --------- | --------- | --------- |
| Őszi szezon (1–15.)     | 7      | 5      | 0      | 2      | 16–7   | +9     | 10     | 8         | 5         | 2         | 1         | 20–13     | +7        | 12        |
| Tavaszi szezon (16–30.) | 9      | 8      | 1      | 0      | 32–7   | +25    | 17     | 6         | 3         | 1         | 2         | 18–11     | +7        | 7         |
| Összesen (1–30.)        | 16     | 13     | 1      | 2      | 48–14  | +34    | 27     | 14        | 8         | 3         | 3         | 38–24     | +14       | 19        |

### Egyéb mérkőzések
| 1949. október 19. |

| Sparta Praha | 1 – 9       | Ferencvárosi TC              |
| ------------ | ----------- | ---------------------------- |
|              | Jegyzőkönyv | Deák Kocsis Czibor Budai ög' |

| Prága |

| 1950. február 19. |

| MTK | 1 – 3 | ÉDOSZ SE    |
| --- | ----- | ----------- |
|     |       | Kocsis Deák |

| Megyeri út, Budapest |

| 1950. április 9. |

| Slavia Praha | 3 – 5 | ÉDOSZ SE     |
| ------------ | ----- | ------------ |
|              |       | Kocsis Budai |

| Prága |

| 1950. április 10. |

| Sparta Praha | 2 – 1       | ÉDOSZ SE |
| ------------ | ----------- | -------- |
|              | Jegyzőkönyv | Kocsis   |

| Prága |

## Külső hivatkozások
- A csapat hivatalos honlapja (magyarul)
- Az 1949–1950-es szezon menetrendje a tempofradi.hu-n (magyarul)